# جورج دبليو. أرشيبالد
جورج دبليو. أرشيبالد (بالإنجليزية: George Archibald)‏ هو عالم طيور أمريكي، ولد في 13 يوليو 1946 في غلاسكو الجديدة، نوفاسكوشيا في كندا.